# 松下桃香
松下 桃香（まつした ももか、1987年2月10日 - ）は、日本のAV女優。元アリュール所属。

## プロフィール
- 北海道出身。
- 血液型はA型で、Dカップ。
- 趣味はショッピング、特技はカラオケ[1]。
- 2008年10月に、h.m.pから『桃尻姫　松下桃香』でデビュー。

## 出演

### アダルトビデオ
- 桃尻姫 パイパンMっ娘ごっくん★デビュー 松下桃香（2008年10月21日、h.m.p）
- 絶対コス! 松下桃香（2008年11月21日、h.m.p）
- やりすぎ家庭教師 松下桃香（2008年12月21日、h.m.p）
- マジ失禁!!スーパーイカセFUCK 松下桃香（2009年1月21日、h.m.p）
- フェラ☆ジェット!! 松下桃香（2009年2月21日、h.m.p）
- 監禁中出し集団レイプ 松下桃香（2009年3月25日、ダスッ!）
- プロフェッサーズペット 私は私有物 松下桃香（2009年4月7日、アタッカーズ）
- 完全崩壊家族 松下桃香（2009年5月7日、アタッカーズ）
- エーデルヴァイス 監禁病棟（2009年8月7日、アタッカーズ）

## テレビ出演
- おとなのびっくりクリニック (2009年1月ゲスト、日本海テレビ)
- 桃のふくらみ（MONDO TV）